# Ronvaux
 Ronvaux  es una población y comuna francesa, en la región de Lorena, departamento de Mosa, en el distrito de Verdún y cantón de Fresnes-en-Woëvre.
Está integrada en la Communauté de communes du Canton de Fresnes-en-Woëvre.

## Demografía
| 100 | 61 | 60 | 69 | 75 | 83 |
| Para los censos de 1962 a 1999 la población legal corresponde a la población sin duplicidades (Fuente: INSEE [Consultar]) |    |    |    |    |    |